# Szymon Wiśniewski
Szymon Wiśniewski (ur. 28 października 1981 w Toruniu) – polski wioślarz.

## Osiągnięcia
- Mistrzostwa Świata – Eton 2006 – ósemka wagi lekkiej – 3. miejsce[1].
- Mistrzostwa Świata – Monachium 2007 – ósemka wagi lekkiej – 6. miejsce[1].
- Mistrzostwa Europy – Poznań 2007 – czwórka bez sternika wagi lekkiej – 4. miejsce[1].
- Mistrzostwa Świata – Linz 2008 – ósemka wagi lekkiej – 5. miejsce[1].
- Mistrzostwa Europy – Ateny 2008 – czwórka bez sternika wagi lekkiej – 8. miejsce[1].